# Nuoto pinnato

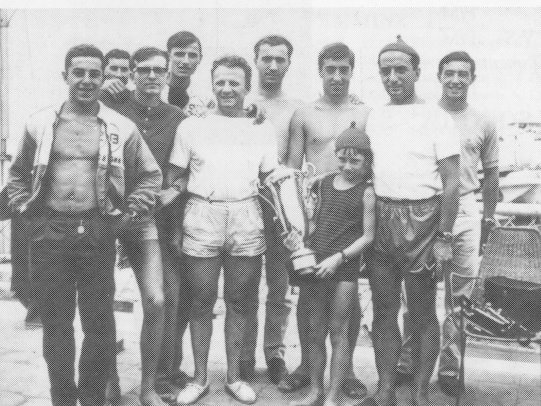
Primi campionati italiani di fondo di nuoto pinnato, Rimini, 1964.

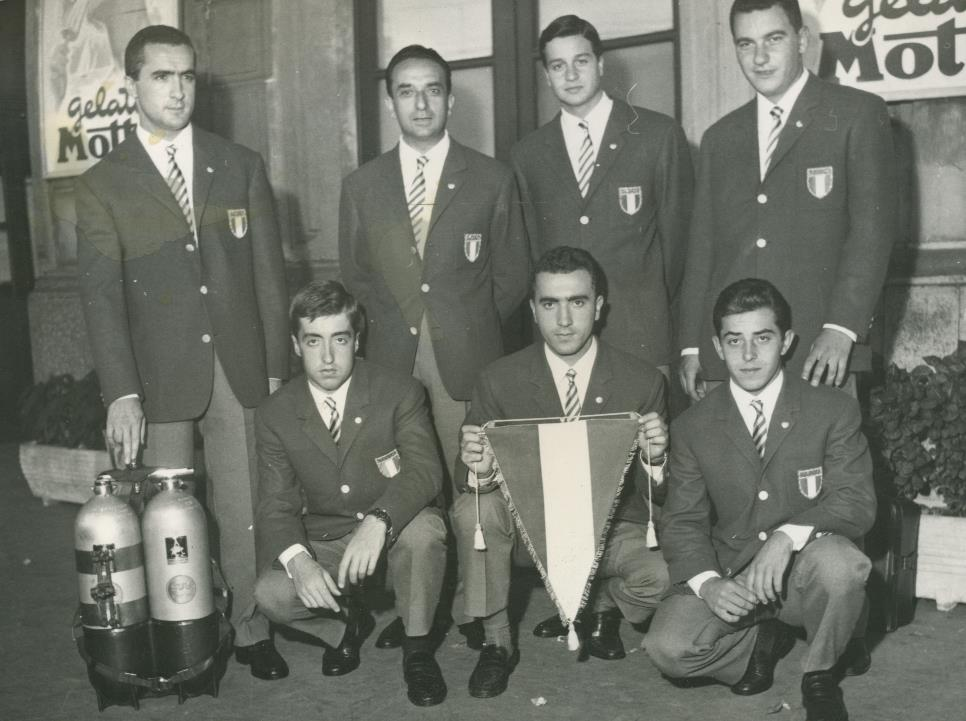
1965 Franco Pavone (al centro) e la prima Nazionale Italiana di nuoto pinnato, in partenza dalla stazione di Bologna per l'Unione Sovietica.

Il nuoto pinnato è una disciplina sportiva appartenente alle specialità acquatiche che, avvalendosi di attrezzature specifiche (monopinna, pinne, boccaglio o bombole) permette all'atleta il raggiungimento di velocità decisamente più elevate rispetto al nuoto. Questo sport viene definito come la Formula Uno delle discipline natatorie per via delle alte velocità non raggiungibili in altri sport acquatici. Già dalla prima edizione di Santa Clara 1981 il nuoto pinnato è disciplina ufficiale dei Giochi mondiali.
La federazione internazionale a cui appartiene il nuoto pinnato è la CMAS, che fa parte dell'ARISF, ed è disciplina riconosciuta dal CIO.

## Storia
Il nuoto pinnato compie i primi passi ufficiali negli anni Cinquanta per merito delle iniziative messe in opera da due appassionati precursori, già ufficiali della Regia Marina, esperti subacquei del Gruppo Gamma. Proprio le esperienze nella subacquea, mutuate dagli utilizzi in campo militare, consentirono di sviluppare un’attività sportiva che sfruttasse le potenzialità offerte dall’uso delle pinne. Studi su pinne rudimentali si trovano in Leonardo da Vinci, ma la sua versione ne prevedeva l’applicazione agli arti superiori. Le pinne come le intendiamo oggi videro la luce per merito dello statista ed inventore Benjamin Franklin che ne costruì un primordiale paio costituito da due sottili pezzi di legno che gli consentivano di muoversi velocemente in acqua. Louis de Corlieu in Francia e Owen Churchill negli Stati Uniti, lavorando indipendentemente, furono i primi a perfezionare le pinne consentendone un utilizzo più efficace. [senza fonte]
Le pinne consentono all’uomo di muoversi nell’elemento acqua con maggiore velocità, sfruttando la muscolatura degli arti inferiori ben più potente di quella del distretto superiore. Le pinne, spostando la locomozione sulle gambe, permettono inoltre di liberare mani e braccia, così da renderle disponibili per eventuali altre operazioni. Ciò ha consentito di sviluppare le attività subacquee nelle odierne molteplici possibilità.
Il nuoto pinnato agonistico offre diverse opportunità di cimento.
- Fondo. La prima manifestazione di nuoto pinnato in acque libere si svolse nel luglio del 1951 con l'attraversata frazionata in quattro tappe dal lido di Albaro (GE) a Genova Nervi per una lunghezza di quasi 10 chilometri, organizzata da Luigi Ferraro, uno dei due uomini gamma. Nel 1955 la Fiera di Ancona propone a Luigi Ferraro di organizzare una manifestazione al fine di attirare l’attenzione sulla Fiera. Insieme a Franco Pavone, l'altro Uomo Gamma, il genovese propone e crea la “100 Km. dell’Adriatico a squadre” da Rimini ad Ancona. Siamo in estate, è una ghiotta occasione per presentare le pinne e il nuoto pinnato al popolo dei bagnanti che osserva sbalordito e affascinato il rapido passaggio dei “pinnati” accompagnati dalle barche di assistenza. Da quel momento la vendita delle pinne si impennerà, dando la possibilità di potersi muovere in acqua con maggiore disinvoltura e celerità. Per il bagnante le pinne sono come la bicicletta o i pattini per il “terrestre”. Dal 1963 la Coppa Europa di fondo Coupe de Corlieu (colui che brevettò le pinne nel 1938), organizzata in più tappe ed in diversi paesi europei, ha rappresentato la più importante competizione di fondo a squadre per club a livello internazionale. Sin dalle prime edizioni i genovesi della squadra Cressi risultano la squadra da battere, conquistando più volte la classifica del settore maschile, Le Fiamme Oro Roma e il  Centro Sportivo Carabinieri, diretta dal Maresciallo Corrado Palazzo, sono le squadre più vincenti. L'unica Coppa Europa nel settore femminile è conquistata dal Circolo Nuoto UISP Bologna, capitanata da Monica Crovetti e diretta dal tecnico Mauro Tinti, nel 1990.

Nel '60 il primo Campionato del Mondo a Palermo, in mare a Mondello, nell'ambito delle Attività delle Confederazioni di Pesca Sportiva, quindi insieme alle competizioni di pesca subacquea e con la canna.
- In piscina la prima competizione nazionale si svolse a Bologna nell’impianto coperto di 33 metri dello Stadio, oggi Carmen Longo, il 17 maggio 1959. Fu organizzata da Franco Pavone delegato F.I.P.S, l’altro Uomo Gamma che fondò nel 1955 la Sub Bologna, prima associazione italiana di nuoto pinnato F.I.P.S. La manifestazione fu un quadrangolare al quale parteciparono le formazioni di Genova Nuoto Cressi, il Circolo Sub Torino, il Centro Sportivo Sub Pirelli di Milano e la Sub Bologna. Franco Pavone ha promulgato questo sport in Italia e molti hanno aderito all’allettante invito. Tanto che nel 1961 Pavone organizza nello stesso impianto di Bologna i primi campionati italiani. Sono presenti squadre di Genova, Torino, Milano, Ravenna, Firenze, Roma, Napoli. Quella in piscina sarà la specialità più frequentata e seguita del nuoto pinnato.La prima gara di nuoto pinnato svolta a Bologna il 17 Maggio 1959, organizzata dal Cav. Franco Pavone

- Tecnica subacquea, specialità che prevede percorsi subacquei in acque libere con l’utilizzo di bombole, bussole, contametri, profondimetro. Si sviluppa parallelamente al nuoto pinnato di superficie. Qui alla velocità si aggiungono la precisione di navigazione in percorsi vari associati a lavori in immersione. Nel 1962 ha luogo la prima manifestazione ad Angera organizzata da Goggler Club Milano, vince l’USS Gonzatti di Genova. Dal 1964 la manifestazione diventa internazionale con l’iscrizione di club europei come la fortissima squadra dell’Unione Sovietica, l'Ungheria, Bulgaria, DDR Germania dell’Est, Spagna, Polonia, Cecoslovacchia, Francia, Svizzera. In questa edizione e in altre tre successive Coppe Europa la squadra italiana, condotta da Franco Pavone di Bologna, vince nella classifica per club e nazioni. La tecnica subacquea sarà successivamente denominata “Orientamento Subacqueo”.

Atti ufficiali, i primi volti a dare definizione organica alla specialità risalgono al 1955, a Bologna, con Franco Pavone e Luigi Ferraro, dando i primi contorni organici alla nuova disciplina. È in quegli anni che viene stilato un primo regolamento della specialità trasmesso alla Federazione Pesca Sportiva. Successivamente furono deliberate le distanze ufficiali della disciplina: metri 40 in apnea (25 mt per le donne),100, 200, 400, 800 e il miglio marino di 1850 mt. Oltre alle staffette 4X100 e 4 x200.
Squadra Nazionale. Nel 1965 il Commissario Tecnico e Sportivo Franco Pavone, nominato dalla F.I.P.S, convoca la prima Nazionale di nuoto pinnato. È composta da sei atleti bolognesi (Enrico Calzoni, Dario Testi, Alessandro Marroni, Piero Zucchini, Antonio e Luigi Galli), per confrontarsi, ad Alouschta nel Mar Nero in Russia. Tre sono le specialità in programma: tecnica e orientamento subacqueo, fondo e velocità in acque libere. Vincono i Sovietici. La Nazionale Italiana giunge al podio d’onore.
Nel 1955 il nuoto pinnato non viene accettato nell'affiliazione alla FIN (Federazione Italiana Nuoto), ma viene dirottato alla F.I.P.S. (Federazione Italiana Pesca Sportiva), che, dopo anni di controversie, solo negli anni Novanta, dopo aver negato il consenso all'uscita del nuoto pinnato dal proprio organico, per avere una propria autonomia, oppure per congiungersi alla Federazione Italiana Nuoto (FIN), aggiunge alla propria dicitura le due lettere che sono espressione delle attività subacquee e del nuoto pinnato, diventando così FIPSAS (Federazione Italiana Pesca Sportiva e Attività Subacquee).
Questa prima fase di sviluppo continua fino alla fine degli anni Sessanta, con i primi campionati europei di Angera nel 1967 che assegnavano i titoli continentali sui 50 e 1000 metri, si diede il via alle prime competizioni internazionali riconosciute a livello federale. Fu però con l'ampia partecipazione ai campionati europei di Locarno del 1969 che l'espansione internazionale viene ufficialmente sancita. I titoli furono assegnati sulle distanze dei 100, 200, 400, 800 e 1850 metri maschili e femminili e sulle classiche e tradizionali staffette 4x100 e 4x200 metri.
Fin da questi primi appuntamenti internazionali si evidenzia l'elevata competitività degli atleti dell'URSS, che ancora oggi, dispersi sotto varie bandiere (Russia, Ucraina, ecc), continua. Nel 1971 per il nuoto pinnato è il momento di una autentica rivoluzione, quando viene introdotto un nuovo strumento natatorio: la monopinna. Il primo esemplare italiano è ad opera di Franco Pavone nel 1969. Si tratta di una pinna unica, realizzata in vari materiali, e già nel 1972, grazie a questo nuovo supporto, per la prima volta un uomo nuota i 100 metri sotto i 40 secondi (39"92).
In realtà la convivenza tra monopinna e bi-pinne continua fino al 1979, quando tutti i primati mondiali sono realizzati con la monopinna. Come per altre discipline sportive, anche nel nuoto pinnato esistono tradizionalmente nazioni che rappresentano, grazie ai loro successi, un modello per tutti gli altri: oltre alla già citata Russia per le specialità in piscina, negli ultimi anni si è proposta alla ribalta la scuola cinese per le gare subacquee e la scuola italiana del fondo e mezzofondo.

### Il nuoto pinnato in Italia
La federazione nazionale a cui appartiene il nuoto pinnato è la Federazione Italiana Pesca Sportiva e Attività Subacquee (FIPSAS).
In Italia il nuoto pinnato si è sviluppato parallelamente in piscina e in acque libere.
Le gare di fondo, numerose e distribuite inizialmente lungo tutta la penisola, con il primo campionato italiano di fondo organizzato da Franco Pavone della Sub Bologna a Rimini nel luglio del 1964, hanno attirato inizialmente un maggiore interesse e in campo internazionale l'Italia ha sempre mantenuto posizioni di rilievo. Nel 1965 fu convocata dal Commissario Unico Franco Pavone, la prima nazionale di nuoto pinnato per confrontarsi, in Russia, con le altre squadre nella disciplina di orientamento subacqueo. Nel 1971 Franco Pavone organizza i campionati Italiani primaverili chiamati "Indoor" e da allora sarà una tappa fissa del calendario sportivo.
Anche in piscina la crescita tecnica degli atleti italiani ha condotto la nazionale azzurra a risultati sempre più importanti, concretizzatisi con le prime medaglie a partire dai mondiali di Bologna del 1980, e ai primi successi con i mondiali di Berlino del 1986 e i due titoli conquistati dalla bolognese Monica Crovetti sui 400 e 800 metri, allenata dal tecnico Armando Ballotta, per poi giungere ai Campionati del Mondo a Roma del 1990 con il titolo iridato di Simona Nanni, altra bolognese, allenata dal tecnico Andrea Pavone, sui 200 metri e moltissimi podi che hanno valso alla selezione azzurra diretta dal C.T. Armando Ballotta la terza posizione dietro ad Unione Sovietica e Repubblica Popolare Cinese.
Questi ultimi mondiali sono stati l'affermazione internazionale del pinnato con oltre 40 nazioni presenti dall'Europa all'Asia all'Australia, decine di altre delegazioni nazionali e i titoli individuali distribuiti in maniera varia tra Russi, Cinesi, Italiani, Danesi, Ungheresi e Francesi.
Attualmente l'Italia vanta numerosi titoli mondiali ed europei, individuali e di staffetta, nelle varie competizioni tenutesi fino al 2015, oltre ad aver fatto segnare in passato anche alcuni record del mondo. Davide De Ceglie, soprattutto, è stato oro europeo nella 20 Km (2012) e nella 6 Km (2014); e oro mondiale nella 6 Km (Russia 2013 e Cina 2015). Dal 2000, oltre alle specialità NP (nuoto in superficie) e VS (velocità subacquea in apnea 50 m e con bombole 100, 400 e 800 m), nasce la specialità BP (bi-pinne) che si affranca dall'NP, consentendo un maggior numero di partecipanti.
Parallela è inoltre la strada della ricerca e della comunicazione aperta dalla Federazione Italiana con un congresso internazionale che ha avuto luce nel 1984, a cui sono seguite fino ad ora sei edizioni, avente per ora scadenza biennale, e che costituisce nel mondo intero l'unico esempio di Congresso Scientifico appositamente dedicato al Nuoto Pinnato con le relazioni dei maggiori esperti mondiali.

### Competizioni internazionali di nuoto pinnato
Dagli anni Settanta la Coppa Europa di fondo, organizzata in più tappe ed in diversi paesi europei, ha rappresentato la più importante competizione a squadre per club a livello internazionale. Sin dalle prime edizioni il Centro Sportivo Carabinieri, la cui Sezione Nuoto diretta dal Maresciallo Corrado Palazzo comprendeva anche il Settore Nuoto Pinnato, ha conquistato più volte la classifica del settore maschile. L'unica Coppa Europa nel settore femminile fu conquistata dal Circolo Nuoto UISP Bologna, capitanata da Monica Crovetti e diretta dal tecnico Mauro Tinti, nel 1990.

#### Mondiali Assoluti
I primi campionati mondiali assoluti in piscina furono organizzati nel 1976 ad Hannover in Germania ed erano programmati ogni 4 anni. Dal 1990 si passò ad una organizzazione biennale. Il primo campionato mondiale assoluto in acque libere fu organizzato nel 1988 nelle torbide acque della Senna a Parigi in Francia. Dal 2006 le competizioni in piscina e in acqua libera sono state accorpate in un'unica manifestazione.

#### Europei Assoluti
I primi campionati europei assoluti in piscina furono organizzati nel 1967 ad Angera in Italia ed erano programmati ogni anno. Dall'avvento dei campionati mondiali, però, l'organizzazione fu fatta ogni biennio. Il primo campionato europeo assoluto in acque libere fu organizzato nel 1987 a Uithoorn in Olanda. Dal 2006 le competizioni in piscina e in acqua libera sono state accorpate in un'unica manifestazione.

#### Mondiali Giovanili under 18
Il primo campionato mondiale juniores in piscina fu organizzato nel 1989 a Dunaújváros in Ungheria, al quale seguì nel 1993 la seconda edizione svolta a Lione in Francia, per poi essere organizzato, nelle edizioni successive, ogni 2 anni. Il primo campionato mondiale juniores in acque libere fu organizzato nel 1995 a La Ciotat in Francia. Dal 2006 le competizioni in piscina e in acqua libera sono state accorpate in un'unica manifestazione.

#### Europei Giovanili under 18
Il primo campionato europeo juniores in piscina fu organizzato nel 1984 a Stoccolma in Svezia. Il primo campionato europeo juniores in acque libere fu organizzato nel 1996 a Groningen in Olanda. Dal 2007 le competizioni in piscina e in acqua libera sono state accorpate in un'unica manifestazione.

#### Record del mondo
Maschili
| Specialità | Distanza | Tempo     | Atleta                                                                                | Nazione  | Data       | Sede                 |
| ---------- | -------- | --------- | ------------------------------------------------------------------------------------- | -------- | ---------- | -------------------- |
| Superficie | 50       | 15''00    | Ma Fernandez Castillo                                                                 | Colombia | 30/07/2014 | Lignano Sabbiadoro   |
| Superficie | 100      | 33"87     | Max Poschart                                                                          | Germania | 17/08/2012 | Germany Championship |
| Superficie | 200      | 1'18"65   | Kachmashev                                                                            | Russia   | 19/08/2012 | Lignano Sabbiadoro   |
| Superficie | 400      | 2'56"93   | SMIRNOV Evgeny                                                                        | Russia   | 06/08/2013 | Kazan'               |
| Superficie | 800      | 06'16''24 | ODYNOKOV Oleksandr                                                                    | Ucraina  | 01/08/2014 | Lignano Sabbiadoro   |
| Superficie | 1500     | 12'13"52  | LUTZKENDORF Sven                                                                      | Germania | 23/08/2009 | San Pietroburgo      |
| Superficie | 4x100    | 02'19''08 | KABANOV Pavel (85), KAZANSEV Alexey (89), BARABASH Andrey (93), KOKOREV Dimitri (89)  | Russia   | 09/08/2013 | Kazan'               |
| Superficie | 4x200    | 05'22'94  | ZHURMAN Dmitrii (97), BARABASH Andrei (93), SMIRNOV Evgeny (94), KOKOREV Dmitrii (89) | Russia   | 29/07/2014 | Lignano Sabbiadoro   |
| Immersione | 50       | 13''70    | KABANOV Pavel                                                                         | Russia   | 30/06/2019 | Ioannina (GRE)       |
| Immersione | 100      | 31"52     | SKORJENKO Eugueni                                                                     | Russia   | 09/09/2002 | Patrasso             |
| Immersione | 400      | 02'42''90 | KANYO Denes                                                                           | Ungheria | 01/08/2011 | Hódmezővásárhely     |
| Immersione | 800      | 05'46''96 | VILHELM Szilard                                                                       | Ungheria | 28/07/2010 | Kazan'               |
| Bi-pinne   | 50       | 18''75    | LANG Flori                                                                            | SUI      | 16/08/2012 | Lignano Sabbiadoro   |
| Bi-pinne   | 100      | 42"50     | JAROLÍM Jakub                                                                         | CZE      | 31/07/2014 | Lignano Sabbiadoro   |
| Bi-pinne   | 200      | 01'34''68 | KOSINA Gergö Péter                                                                    | Ungheria | 02/08/2014 | Lignano Sabbiadoro   |

Femminili
| Specialità | Distanza | Tempo    | Atleta                                                                                 | Nazione  | Data       | Sede            |
| ---------- | -------- | -------- | -------------------------------------------------------------------------------------- | -------- | ---------- | --------------- |
| Superficie | 50       | 17"10    | ZHU Bao Zhen                                                                           | Cina     | 09/07/2006 | San Pietroburgo |
| Superficie | 100      | 38"11    | ZHU Bao Zhen                                                                           | Cina     | 23/07/2009 | Kaohsiung       |
| Superficie | 200      | 1'29"30  | KRAVCHUK Vasilisa                                                                      | Russia   | 23/07/2009 | Kaohsiung       |
| Superficie | 400      | 3'13"65  | KRAVCHUK Vasilisa                                                                      | Russia   | 24/08/2009 | San Pietroburgo |
| Superficie | 800      | 6'52"27  | LIU Jiao                                                                               | Cina     | 24/07/2009 | San Pietroburgo |
| Superficie | 1500     | 13'19"28 | LIU Jiao                                                                               | Cina     | 24/08/2009 | San Pietroburgo |
| Superficie | 4x100    | 2'37"81  | Liang Yaoyue(89)-Li Jing(85)-Xu Huangshan(88)-Zhu Baozhen(85)                          | Cina     | 23/07/2009 | Kaohsiung       |
| Superficie | 4x200    | 6'09"91  | Kravchuk Vasilisa(87)Nechiteylo Zhanna(80)Dzavakhisvili Medeya(88)Baranovskaya Valeria | Russia   | 24/08/2009 | San Pietroburgo |
| Immersione | 50       | 15"10    | Zhu Bao Zhen                                                                           | Cina     | 23/07/2009 | Kaohsiung       |
| Immersione | 100      | 34"82    | Zhu Bao Zhen                                                                           | Cina     | 24/08/2009 | San Pietroburgo |
| Immersione | 400      | 2'57"06  | HUANG Jiefen                                                                           | Cina     | 27/05/2006 | Suzhou          |
| Immersione | 800      | 6'23"61  | HUANG Jiefen                                                                           | Cina     | 30/05/2006 | Suzhou          |
| Bi-pinne   | 50       | 22"02    | ZHOU Nan                                                                               | Cina     | 24/08/2009 | San Pietroburgo |
| Bi-pinne   | 100      | 48"55    | KRAVCHUK Vasilisa                                                                      | Russia   | 26/07/2008 | Eger            |
| Bi-pinne   | 200      | 1'49"12  | SENANSZKY Petra                                                                        | Ungheria | 14/07/2009 | Belgrado        |

## Tecnica

### Attrezzature

#### Pinne
Le pinne in gomma sono utilizzate dagli atleti più giovani per le prime gare in piscina e in acque aperte, ma dopo la fase di pre-agonismo ogni atleta decide se continuare a sviluppare le "pinne" o passare alla "monopinna". Lo stile "pinne"(bipinne) è stato riconosciuto dalla CMAS e viene praticato alle manifestazioni internazionali.
Le bi-pinne in vetroresina (conosciute anche come "pinne pala lunga" o "stereo") non sono utilizzate alle manifestazioni più importanti di "velocità" e in quelle secondarie gareggiano insieme alle monopinne e non alle pinne di gomma.
Ai CMAS World Games di Bari 2007 la specialità pinne è entrata a far parte delle competizioni ufficialmente disputate.

#### Monopinna
È l'elemento base del nuoto pinnato.
Essa è costituita da una pala unica che può essere in plastica (la cosiddetta "Mascotte", usata solo per i giovani atleti che si avviano al preagonismo), in fibra di vetro (vetroresina), e più recentemente anche in carbonio e kevlar. Nel corso del tempo ha avuto una evoluzione, fino a giungere ad un modello che si può definire standard: le dimensioni vanno dai 60/80 centimetri di lunghezza e 60/70 centimetri di larghezza.
I piedi, uniti paralleli, sono alloggiati in scarpette di gomma morbida (simili alle normali scarpette usate dai subacquei). Molto spesso gli atleti utilizzano puntali in neoprene che servono a calzare meglio la scarpetta. La pala si differenzia in base alla forma e alla durezza (l'unità di misura è il chilo/spinta): le monopinne da velocità sono più rigide (più chili/spinta) mentre le monopinne da mezzo fondo sono più morbide, oltre che di dimensioni lievemente superiori.

#### Boccaglio (tubo di aerazione)
È lo strumento che permette all'atleta di non variare l'assetto in acqua durante la respirazione. Si tratta di un tubo di plastica dura che passa in mezzo agli occhi;a sostenere il "boccaglio" c'è una fascia di metallo sulla fronte che continua dietro alla testa con un elastico di spessore tra i 1,5\2 cm di larghezza, con dimensioni che per regolamento non debbono superare i 2,3 cm di diametro interno e i 48 cm di lunghezza, se l'aeratore è troppo corto si riempirà d'acqua se troppo lungo sarà tagliato durante i controlli eseguiti nelle gare internazionali, con gravi problematiche per gli atleti che, abituati a tubi più lunghi, avranno la abitudine di mantenere un assetto diverso. È inoltre sorretto da una fascetta di alluminio o plastica che con l'ausilio di un elastico lo fissa alla fronte. Bisogna evitare gli aeratori con curvature troppo brusche.
Non è obbligatorio il suo uso in gara, a meno dei 50 m in superficie, per avere una netta distinzione tra la nuotata in superficie ed in apnea della specifica gara.

#### Bombola
Viene utilizzata nelle gare velosub (velocità subacquea - VS). La sua forma e capacità varia a seconda della specialità, andando dai 0,3/0,5 litri per le gare di 100vs fino alle 10 litri per le gare degli 800vs. Generalmente è costruita in acciaio con la parte anteriore bombata per permettere una migliore penetrazione, mentre la parte posteriore termina con un rubinetto, dove si collega l'erogatore. Generalmente vengono utilizzate ad una pressione di carica di 200 ata (atmosfere assolute). Deve contenere esclusivamente aria compressa. È vietato l'uso di altre miscele respiratorie.

#### Erogatore
Si tratta di un normale riduttore di pressione e permette attraverso i suoi dispositivi meccanici di fornire aria a richiesta. Si inserisce nel rubinetto della bombola e la sua funzione è quella di ridurre la pressione da quella della bombola sino alla pressione ambiente. È formato da due parti: la prima collegata direttamente alla bombola, viene detta "1º stadio" ed effettua una riduzione intermedia dalla pressione contenuta nella bombola sino a circa 8/9 atmosfere in più della pressione ambiente. Una frusta collega il "1º Stadio" al "2º Stadio", quello che viene praticamente usato per respirare e con cui l'aria viene ridotta da questa pressione intermedia sino alla pressione ambiente. La scatola del "2º Stadio" è formata da un boccaglio sotto al quale si trova il dispositivo di scarico dell'aria espirata, mentre al suo interno si trovano i meccanismi di riduzione della pressione.

### Stile
La nuotata del nuoto pinnato (mutuato dallo stile delfino del nuoto), fa assomigliare il nuotatore ad un vero delfino. Le braccia sono distese in avanti sopra la testa, in quanto la bracciata a crawl o a delfino non riescono a migliorare le prestazioni. Tale posizione è chiamata "assetto". Il nuotatore procede nell'acqua con movimenti del corpo sinusoidali e lo si può, quindi, realmente definire "stile a delfino". La respirazione si effettua attraverso un tubo aeratore posto in posizione centrale sulla fronte del nuotatore.

### Specialità

#### Velocità
Questa categoria si suddivide in tre differenti specialità che si svolgono in piscina:
- di superficie: gare sopra la superficie dell'acqua, con distanze di 50, 100, 200, 400, 800, 1500 m e staffette 4x50, 4x100 e 4x200 m.
- apnea: gare sotto la superficie dell'acqua senza l'ausilio di respiratori, con distanze di 25m per i ragazzi fino a 13 anni e di 50m al di sopra di tale età.
- velosub: gare sotto la superficie dell'acqua con l'ausilio di respiratori, con distanze di 100, 400, 800 m.

#### Fondo
Il nuoto pinnato si può praticare in piscina, fiume, lago, laguna, mare; le gare in piscina vanno dai classici 50 metri ai 1500, mentre quelle in lago, fiume ecc. sono chiamate competizioni di Fondo poiché hanno solo una distanza minima di 2.000 metri, da alcuni anni non più disputata, e non hanno un limite massimo (vedi maratona di 24 ore).
Le classiche distanze percorse sono nel mezzofondo la staffetta 3x2000 e il 3000 individuale e nel fondo la staffetta 4x3000 (gara presente solo in competizioni internazionali), il 6000 individuale e la 20000 individuale (anch'essa presente solo in competizioni internazionali),
A volte in alcune competizioni è ancora disputato l'8000 individuale, distanza da alcuni anni sostituita dal 6000.